# Hatzfeld (Wuppertal)
Hatzfeld ist ein Ortsteil und Wohnquartier im Wuppertaler Stadtbezirk Barmen. Der Ortsteil ist aus einem der mittelalterlichen Barmer Ursprungshöfe hervorgegangen.

## Lage und Beschreibung
Begrenzt ist das Wohnquartier im Norden durch die Stadtgrenze zu Sprockhövel-Gennebreck, im Osten durch die Märkische Straße und im Süden durch die Bundesautobahn 46. Der Westen ist begrenzt durch die Straßen Am Westerbusch, Am Pannesbusch, Lockfinke, Lante und Hohenhagen.
Weitere, teilweise aus dem Mittelalter stammende Ortslagen und Wohnplätze im Wohnquartier sind Beesen, Dickten, Flanhard, Horather Schanze, Riescheid, Sauerholz, Siepen, Stütingsberg, Tente. Zu den abgegangenen Ortslagen zählen Dahlkamp und Einerngraben.

## Etymologie und Geschichte

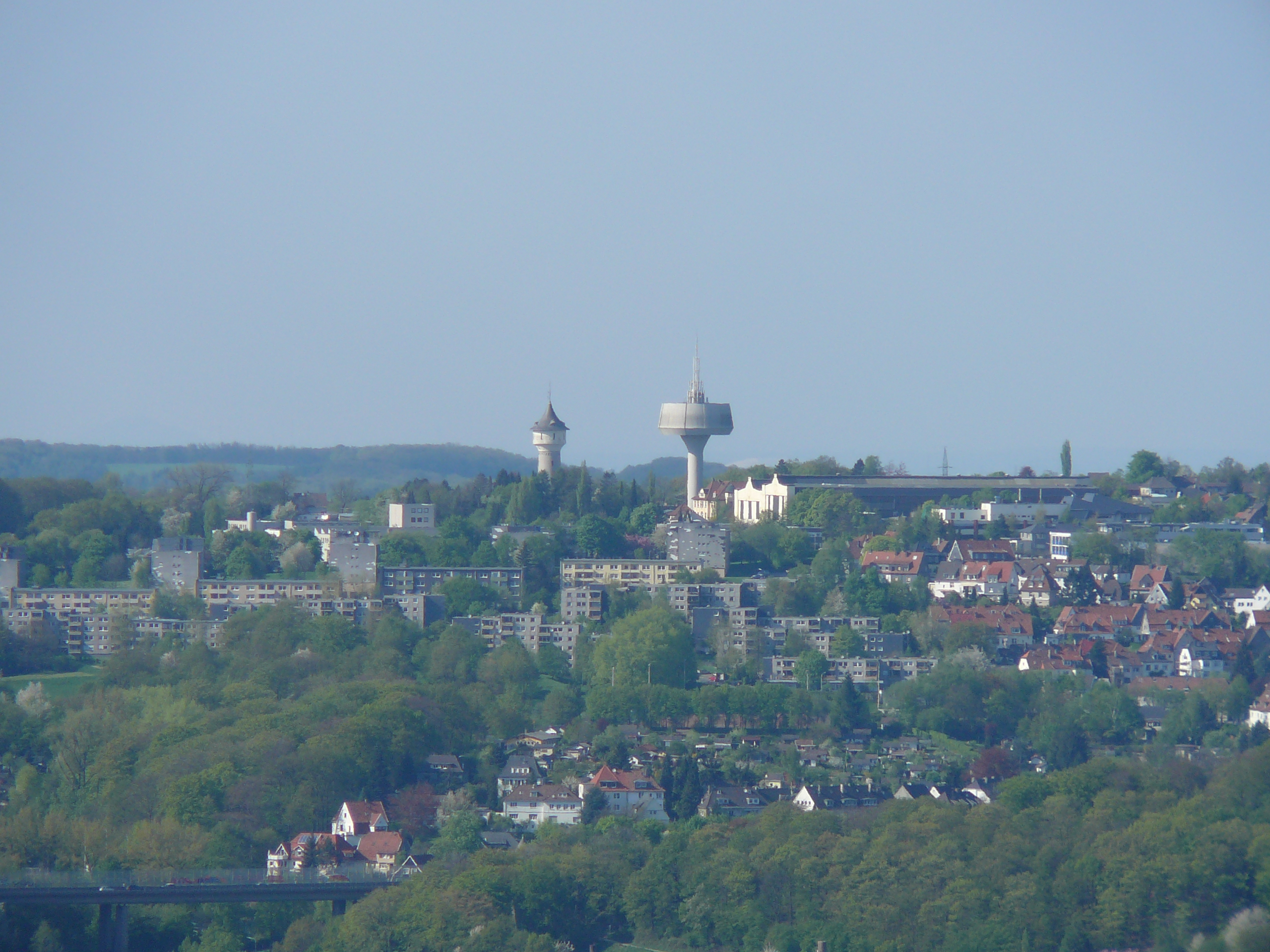
Blick auf Hatzfeld von Süden

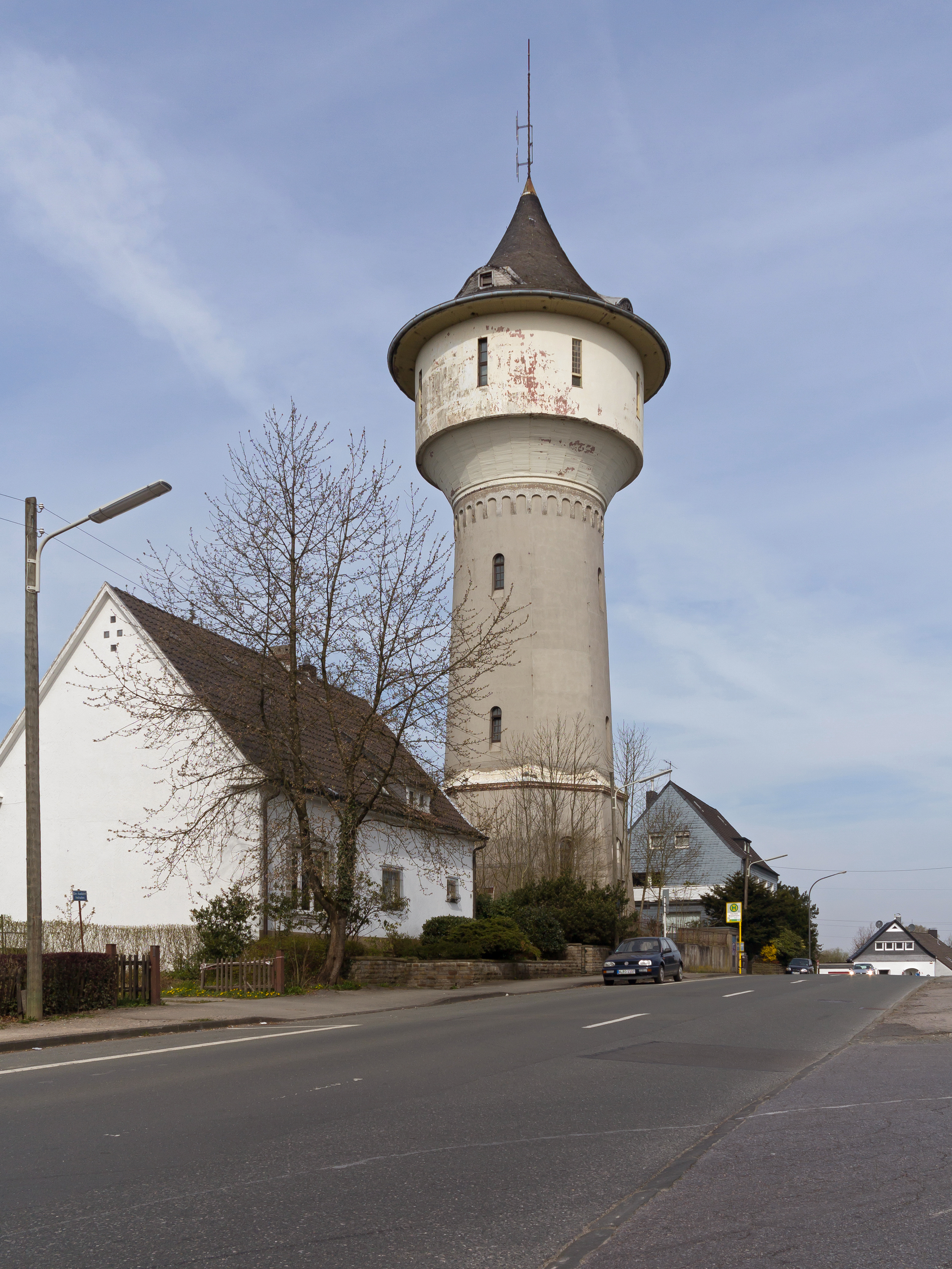
Hatzfeld, Wasserturm

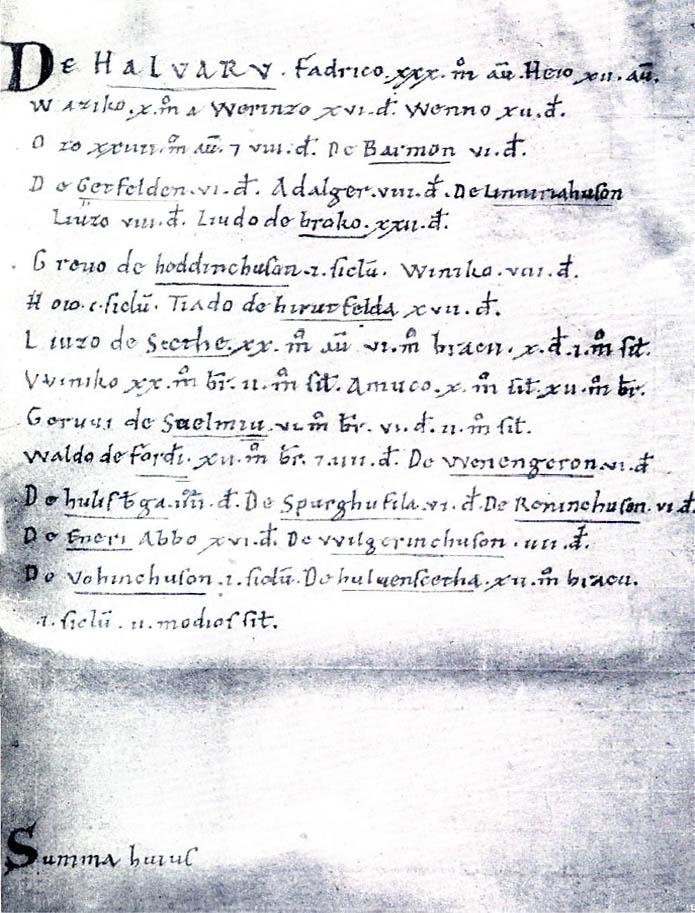
Urkunde der Erstnennung im Jahr 1070

Die ersten Spuren eines Hofguts Hirutfelde (Lage Hatzfelder Straße / Ecke Uellendahler Straße) sind in dem Werdener Heberegister aus dem Jahr 1070 zu finden. Daraus wurde 1466 Hertzfeld und 1597 Hartsfield. „Hert“ ist dabei eine ältere Form für Hirsch – Hatzfeld bedeutet daher „Hirschfeld“.
Der Hof war laut dem Heberegister zu einer Abgabe von 17 Denaren verpflichtet. Die nächste Erwähnung Hatzfelds stammt aus der Beyenburger Amtsrechnung (Abrechnung des Rentmeisters an die Bergisch-herzogliche Kameralverwaltung) des Jahres 1466. Aus dieser geht hervor, dass der Wohnplatz Hatzfeld zu dieser Zeit ein Kotten, also ein kleinerer Hof, war. Eine Nesa (Agnes) van dem Hertzfelde hatte zwei Hühner abzugeben.
Östlich von Hatzfeld verlief die Barmer Linie der Bergischen Landwehr. Territorial lag das Gebiet um Hatzfeld von 1324 bis 1420 im märkischen Kirchspiel und Gogerichtsbezirk Schwelm und ging danach an das bergische Amt Beyenburg über, wo es der Barmer Bauerschaft zugeführt wurde.  Im Schwelmer Kirchspiel verblieb es bis zur Gründung einer eigenen Barmer Pfarrei.
1715 wird Hatzfeld als Hazfeld auf der Topographia Ducatus Montani des Erich Philipp Ploennies verzeichnet. Mit den übrigen Höfen in der Bauerschaft Barmen war Hatzfeld bis 1806 Teil des bergischen Amtes Beyenburg.
Das Gebiet auf dem Hatzfeld war bis ins 19. Jahrhundert nur spärlich besiedelt, ein größeres Hofgut an der Horather Schanze an der Nordgrenze des Gebiets mit Gebäuden teils aus dem 18. Jahrhundert hat sich bis heute erhalten, weitere Fachwerkhäuser aus der Zeit vor 1800 finden sich im Südwesten. Das eigentliche Hatzfeld wurde zu Beginn des 20. Jahrhunderts gezielt für die nördliche Stadterweiterung Barmens vorgesehen, erste Firmenansiedlungen erfolgten 1909. Der Bebauungsplan sah Raum für die Industrie und zugehörige Arbeitersiedlungen vor, teils mit Werkräumen für die Bewohner für Weberei oder andere Handwerkstätigkeit. Nach diesem ersten Plan errichtete die Stadt Barmen 1911–1912 die Eigenheimsiedlung Hatzfeld. Der ursprüngliche Bebauungsplan wurde bis auf die Straßenführung nicht weiter verfolgt. 1926 entstand die städtische Notsiedlung Auf dem Brahm (1926); privater Wohnungsbau entstand vor allem 1925–1930 südwestlich davon. Die Lotte-Neumann-Siedlung, eine Fachwerksiedlung im so genannten Heimatschutzstil, wurde auf Initiative einer Stiftung in den Jahren nach 1935 angelegt.
Heute ist das Gebiet durch das mittlerweile im Besitz der Firma Axalta befindliche Industriegelände geprägt. Wahrzeichen ist der Alte Hatzfelder Wasserturm, der eigentlich bei der Errichtung des Neuen Hatzfelder Wasserturms niedergelegt werden sollte. Die Bahnstrecke Loh–Hatzfeld war eine rund fünf Kilometer lange Stichbahn, die vom Ortsteil Loh kommend nach Hatzfeld führte.